# Edward Witten
Edward Witten (Baltimore, 26 de agosto de 1951) é um matemático e físico teórico norte-americano. Atualmente é professor no Instituto de Estudos Avançados de Princeton.
Foi o criador da teoria-M e recebeu a Medalha Fields em 1990.

## Vida
Filho do físico Louis Witten, obteve o Bacharelado em Artes pela Universidade de Brandeis, Massachusetts, em 1971. Doutorou-se em Física na Universidade de Princeton em 1976 sob a supervisão de David Gross, Nobel de Física no ano de 2004 (compartilhado com Hugh David Politzer e Frank Wilczek). Witten dedica-se sobretudo à teoria das supercordas, trabalhando sobre a noção de supersimetria. Em 1990 recebeu a Medalha Fields, devido ao estudo que fez sobre as relações entre a geometria e a física teórica. Em 1995 desenvolveu a teoria-M uniformizando várias teorias das cordas. Em 15 de maio de 2006 foi indicado para integrar a Pontifícia Academia das Ciências.